# La Ballade de Mamelouk
Pour plus de détails, voir Fiche technique et Distribution.
La Ballade de Mamelouk (arabe : سراب soit Sarâb) est un film d'aventure tchécoslovaco-tunisien d'Abdelhafidh Bouassida sorti en 1982.

## Synopsis
Un jour, un fils de paysan pauvre sauve la vie de l'émir du pays. Ce dernier décide alors de le récompenser en lui donnant des terres, ce dont il a besoin plus que de l'argent.
L'émir décide de donner au paysan la terre qu'il va parvenir à cultiver au cours d'une journée, du lever au coucher du soleil. Le paysan va donc devoir mobiliser des trésors d'ingénuité pour cultiver le plus de terrain possible en un minimum de temps.

## Fiche technique
- Titre français : La Ballade de Mamelouk[1] ou La Ballade de Mamlouk[2]
- Titre original arabe : سراب[3], Sarâb[1] (litt. « Mirages »)
- Titre tchèque : Predludy Pouste[1]
- Réalisateur : Abdelhafidh Bouassida
- Scénario : Abdelhafidh Bouassida, Kamil Pixa (cs), Jaroslav Vokřál (cs)
- Photographie : Jiří Macák
- Montage : Alois Fišárek (cs)
- Musique : Armando Trovajoli
- Costumes : Theodor Pistek
- Maquillage : Frantisek Prihoda
- Sociétés de production : SATPEC, Carthage Films (Tunis), Filmové studio Barrandov, Krátký Film Praha (Prague)
- Pays de production :  Tunisie •  Tchécoslovaquie
- Langue originale : arabe
- Format : couleur - son mono - 35 mm
- Durée : 110 minutes
- Genre : film d'aventures
- Dates de sortie :
  - France : 10 octobre 1982
  - Tunisie : 28 octobre 1982 (Journées cinématographiques de Carthage)

## Distribution
- Yorgo Voyagis : Mamelouk
- Bekim Fehmiu : Visdar
- Miroslav Macháček : le vizir
- Irène Papas : la mère du Mamelouk
- Jozef Kroner : Sidi Gali
- Abdellatif Hamrouni : Hádi
- Ahmed Snoussi
- Noureddine Kasbaoui
- Juraj Kukura (cs) : le propriétaire
- Mouna Noureddine : Fatima